# مرز (فیلم ۲۰۰۷)
«مرز» (انگلیسی: Border (2007 film)) فیلمی در ژانر مستند است.